# San Antonio (Padcaya)
San Antonio ist eine Ortschaft im Departamento Tarija im südamerikanischen Anden-Staat Bolivien.

## Lage im Nahraum
San Antonio ist eine Ortschaft im Kanton Tariquia im Municipio Padcaya im östlichen Teil der Provinz Aniceto Arce. Die Ortschaft liegt auf einer Höhe von 483 m an der Mündung des Río Itaú in den Río Tarija, der von hier flussabwärts die Landesgrenze zu Argentinien bildet.

## Geographie
San Antonio liegt am Südostrand der bolivianischen Anden-Kette im Übergang zum Gran Chaco, der sich über Nordwest-Paraguay, Nordost-Argentinien und Südost-Bolivien erstreckt. Das Klima ist subtropisch mit heißem feuchten Sommer und mäßig warmem und trockenen Winter.
Die Jahresdurchschnittstemperatur liegt bei 21 °C, die durchschnittlichen Monatswerte schwanken zwischen 14 °C im Juni und Juli und 26 °C im Dezember und Januar (siehe Klimadiagramm Bermejo). Der Jahresniederschlag beträgt etwa 950 mm, bei einer sechsmonatigen Trockenzeit von Mai bis Oktober und einer Feuchtezeit von Dezember bis März mit mehr als 150 mm monatlichem Niederschlag.

## Verkehrsnetz
San Antonio liegt in einer Entfernung von 351 Straßenkilometern südöstlich von Tarija, der Hauptstadt des Departamentos.
Durch Tarija führt die Nationalstraße Ruta 1, die von Desaguadero an der peruanischen Grenze kommend den gesamten Altiplano durchquert und über die Großstädte El Alto, Oruro, Potosí und Tarija nach Bermejo an der argentinischen Grenze führt. Acht Kilometer südlich von Tarija zweigt von der Ruta 1 in östlicher Richtung die Ruta 11 nach Palos Blancos ab. Von dort führt die Ruta 29 nach Süden über Caraparí nach Campo Pajoso.
Drei Kilometer südöstlich von Caraparí zweigt von der Ruta 29 in südwestlicher Richtung die 169 km lange Ruta 33 ab, die über San Alberto, Gutiérrez und Campo Largo nach San Antonio und weiter nach Bermejo an der argentinischen Grenze führt und von dort über die Ruta Nacional 50 mit den nordargentinischen Städten Aguas Blancas und Pichanal verbunden ist.

## Bevölkerung
Die Einwohnerzahl der Ortschaft ist im vergangenen Jahrzehnt um etwa ein Drittel zurückgegangen:
| Jahr | Einwohner   | Quelle       |
| ---- | ----------- | ------------ |
| 1992 | keine Daten | Volkszählung |
| 2001 | 135         | Volkszählung |
| 2012 | 92          | Volkszählung |
| 2024 |             | Volkszählung |